# جبال جوليس
جبال جوليس (بالصومالية: Buuraha Goolis)‏ أو سلسلة جبال جوليس، هي سلسلة جبال في صوماليلاند. يُعرف أيضًا باسم قار غوليس، تبدأ من توغدير، وتنتهي بالقرب من جان ليباه [الإنجليزية].

## اصل الاسم
سلسلة الجبال القريبة من منطقة شيخ في صوماليلاند هي جبال جوليس بمعناها الأصلي. في عام 1898، نُشرت خريطة في "رحلتان أخيرتان في شمال أرض الصومال" تُظهِر سلسلة جبال جوليس على أنها تقع على خط عرض 10 درجات شمالاً وخط عرض 44 درجة و 30 دقيقة إلى 45 درجة و 30 دقيقة شرقاً
يسرد شمال شرق أرض الصومال البريطانية. لعام 1931 المنطقة من 45 درجة شرقا إلى 46 درجة شرقا باسم "جبال جوليس" والمنطقة القريبة من الحدود مع أرض الصومال الإيطالية باسم "التلال". يشير لمحمية أرض الصومال 1944-1950، وهو كتاب نُشر في عام 1951،
في الأطلس العالمي الذي نشره الاتحاد السوفيتي في عام 1967، تظهر جبال جوليس فقط حول جبل جوليس، والمنطقة المحيطة بجبل ووجر شرق جبل جوليس تسمى جبال ووجر سلاسل الجبال الواقعة شرق جبال ووجر ليس لها أسماء مكتوبة عليها.